# Урочище Тепла Яма
Уро́чище «Те́пла Я́ма» — лісове урочище, ботанічна пам'ятка природи загальнодержавного значення в Україні. Об'єкт природно-заповідного фонду Закарпатської області. 
Розташована в межах Ужгородського району Закарпатської області, на північ від села Кам'яниця і на захід від села Ворочово. 
Площа 93 га. Статус надано згідно з рішенням облвиконкому від 25.07.1972 року № 243, розп. РМ УРСР від 14.10.1975 року № 780–р, ріш. ОВК від 23.10.1984 року № 253. Перебуває у віданні ДП «Ужгородське ЛГ» (Кам'яницьке л-во, кв. 23, вид. 1, 3, кв. 24, вид. 1, 3, 4). 
Урочище розташоване на південно-східних відрогах гірського масиву Вигорлат (частина Вигорлат-Гутинського вулканічного пасма). Охороняються дубові та дубово-букові ліси. Тут також ростуть елітні високостовбурні насадження дуба скельного віком до 150 років. На північних схилах поширені бучини з домішкою ясена звичайного, в'яза гірського, клена гостролистого, клена польового, граба, явора, липи серцелистої. Зростають (на південний схилах) теплолюбні рослини: в'язіль стрункий, півники злаколисті, конвалія звичайна, перлівка ряба, а також рідкісні: аконіт міцний та аконіт Жакена, анемона нарцисоцвіта, арніка гірська, блехнум колосистий, відкасник безстебловий. 
З тварин трапляються: олень європейський, сарна європейська, свиня дика, рись, куріпка.